# Jamaica Blue Mountain
 (mai 2016).
Si vous disposez d'ouvrages ou d'articles de référence ou si vous connaissez des sites web de qualité traitant du thème abordé ici, merci de compléter l'article en donnant les références utiles à sa vérifiabilité et en les liant à la section « Notes et références ».
Pour les articles homonymes, voir Jamaica et Blue Mountain.

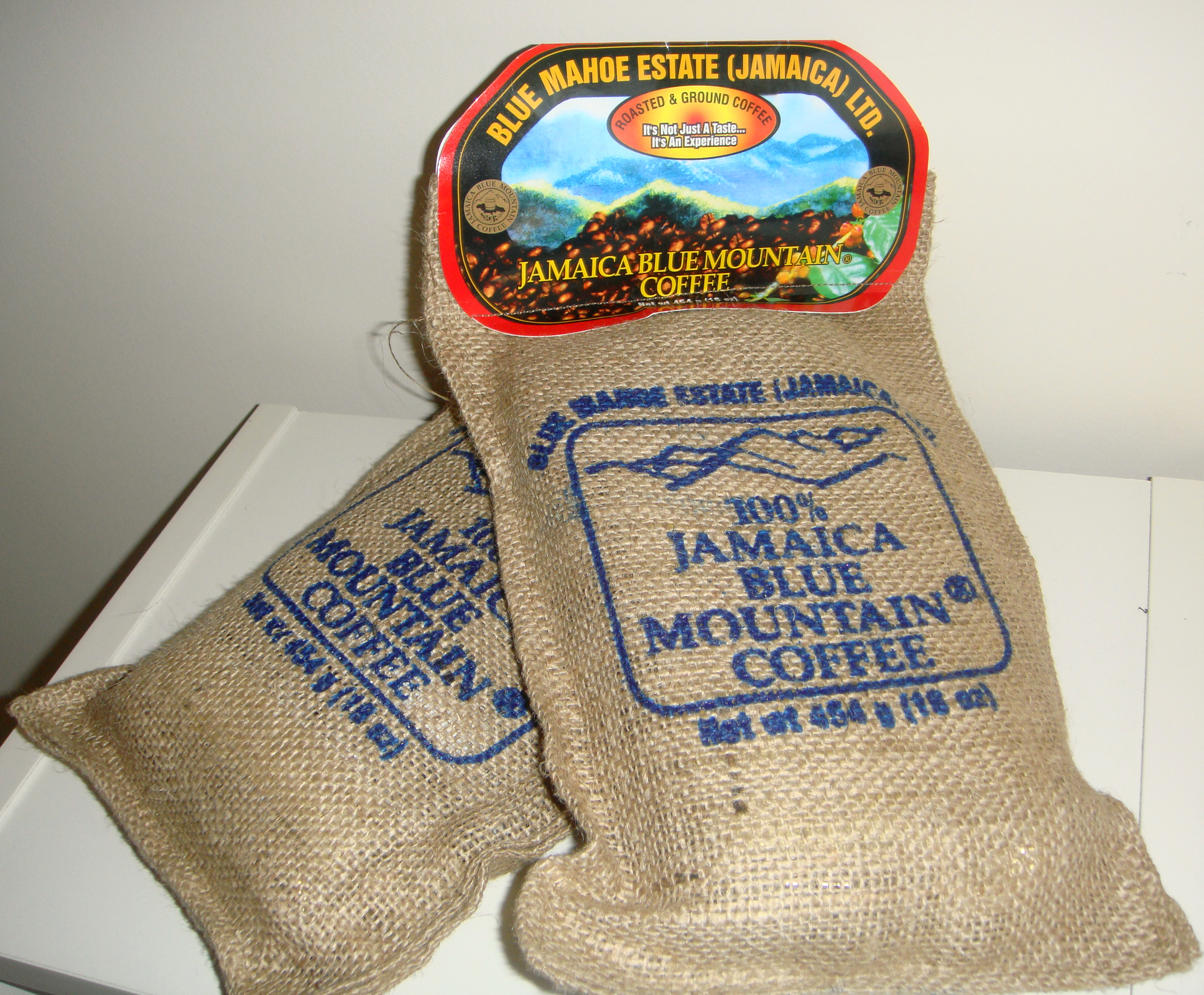
Jamaica Blue Mountain café.

Le Jamaica Blue Mountain est un type de café obtenu à partir de caféiers cultivés dans les Blue Mountains, en Jamaïque. Les meilleurs lots se distinguent par leur saveur douce et peu amère. De fait, au cours des dernières décennies, le Jamaica Blue Mountain a joui d'une réputation qui faisait de lui l'un des cafés les plus chers et les plus recherchés au monde. Depuis avril 2007, il est cependant nettement surpassé sur l'échelle des prix par le Bourbon pointu, qui est à nouveau produit à La Réunion, ou encore le Kopi Luwak.

## Histoire
En 1728, Nicholas Lawes, ancien gouverneur de la Jamaïque, achète huit plants de café de Martinique Il les plante dans sa propriété de Temple Hall (en) dans la paroisse de Saint Andrew avant que la culture des plans s'étendent vers les contreforts des Blue Mountains à proximité
La reconnaissance du Blue Mountain est en partie issue d'une histoire particulière : il y a 150 ans[Quand ?], les Anglais envoient les meilleurs caféiers de cette région à tous leurs consulats et ambassades à travers le monde. La Jamaïque s'est donc démarquée par ce cru d'exception issu des meilleurs plants, cultivés dans des conditions idéales : à 2 200 mètres d'altitude, sur les flancs de la Montagne Bleue, les caféiers poussent sur un sol riche. Protégés par une végétation luxuriante, ceux-ci donnent un café réputé.